# (10467) Peterbus
(10467) Peterbus est un astéroïde de la ceinture principale.

## Description
(10467) Peterbus est un astéroïde de la ceinture principale. Il fut découvert le 1er mars 1981 à l'observatoire de Siding Spring par Schelte J. Bus. Il présente une orbite caractérisée par un demi-grand axe de 2,69 UA, une excentricité de 0,15 et une inclinaison de 5,7° par rapport à l'écliptique.